# کنت وان فلانری
کنت وان فلانری (انگلیسی: Kent V. Flannery؛ زادهٔ ۱ ژانویهٔ ۱۹۳۴) انسان‌شناس، و باستان‌شناس اهل ایالات متحده آمریکا است. تحقیقات او بیشتر بر دوران پیشاکلمبی و فرهنگ‌ها و تمدن‌های آمریکای میانه و به ویژه مکزیک متمرکز است. وی همچنین آثار تأثیرگذاری در مورد انقلاب نوسنگی در خاور نزدیک منتشر کرده است. او دارای کرسی گریفین در دانشگاه میشیگان است.
وی همچنین برندهٔ جوایزی همچون کمک‌هزینه گوگنهایم شده است.